# الأشعة السينية (علم الفلك)
تبدأ الأشعة السينية من حوالي 0.008 نانومتر وتمتد عبر الطيف الكهرومغناطيسي إلى 8 نانومتر تقريبًا، حيث يكون الغلاف الجوي للأرض معتمًا .
و الأشعة السينية الفضائية الفلك دراسات أشعة X الانبعاثات من الأجرام السماوية، كجزء من فرع من فروع علوم الفضاء المعروفة باسم علم الفلك بالأشعة السينية. هناك حاجة إلى أقمار صناعية لأن الأشعة السينية تمتصها أجواء الأرض، لذلك يجب أخذ أدوات الكشف عن الأشعة السينية على ارتفاعات عالية بالونات وصواريخ سبرقة.
يوضع كاشف على قمر صناعي يوضع بعد ذلك في مدار أعلى بكثير من الغلاف الجوي للأرض. على عكس البالونات فإن الأجهزة الموجودة على الأقمار الصناعية قادرة على مراقبة مجموعة كاملة من طيف الأشعة السينية . على عكس صواريخ السبر، يمكنهم جمع البيانات طالما استمرت الأجهزة في العمل. على سبيل المثال، يعمل مرصد تشاندرا للأشعة السينية منذ أكثر من خمسة عشر عامًا.
تشمل الأقمار الصناعية المستخدمة اليوم مرصد XMM-Newton (الأشعة السينية المنخفضة إلى متوسطة الطاقة من 1 إلى 15 كيلو فولت) والقمر الصناعي INTEGRAL (الأشعة السينية عالية الطاقة من 15 إلى 60 كيلو فولت). تم إطلاق كلاهما بواسطة وكالة الفضاء الأوروبية . ناسا أطلقت سويفت و مراصد شاندرا. واحدة من الأدوات على سويفت هو تلسكوب سويفت الأشعة السينية (XRT) .

## روابط خارجية
- NASA International X-Ray Observatory Mission Site
- ESA International X-Ray Observatory Mission Site
- Catherine Cesarsky, International Year of Astronomy 2009 The Universe: Yours to Discover
- ESA - XEUS overview
- ESA - Observations: Seeing in X-ray wavelengths
- Astro2010 Decadal Survey
- 2000-2010 Decadal Survey